# Bishōjo
Bishojo (en japonès 美少女, bishōjo, literalment 'noia atractiva') és un gènere de manga i anime. El terme bishojo està format pel prefix bi, que es refereix a la bellesa femenina, i shojo, que es refereix al sexe dels personatges, no a l'audiència a la qual està dirigit. Shojo s'utilitza per a referir-se al manga i anime per a noies, mentre que bishojo és un manga i anime sobre noies boniques, generalment adreçat al públic masculí.
El bishojo es pot veure en quasi tots els gèneres de manganime, des del shojo fins al mecha, però especialment en els videojocs renai i els anomenats harem manga o harem anime. Sovint és considerada la forma més lleugera de fanservice, particularment si un personatge d'una dona d'edat avançada pogués ser més apropiat.
El gènere es popularitza entorn de l'apogeu del lolicon al principi de la dècada del 1980, especialment pels treballs d'Hideo Azuma. Fins i tot personatges d'Hayao Miyazaki es consideren icones del boom del bishōjo, com Clarisse de Lupin III: El castell de Cagliostro (1979), Lana de Future Boy Conan (1978), i Nausicaä del manga i pel·lícula homònimes (1984). També s'hi esmenta a Rumiko Takahashi, amb Lamu del manga Urusei Yatsura (1978–1987) com a representants. El crític cultural Hiroki Azuma identifica a Lamu com un element clau pel que fa a la interacció dels fans amb els personatges bishōjo mitjançant els fanzines.
Les "sèries bishojo" són sèries enfocades directament a una audiència predominantment masculina en oferir aquest tipus de personatges, i presentant algun personatge masculí, cosa no comuna en el gènere. El propòsit dels dibuixos per a aquesta audiència radica principalment en un art que intenta crear personatges atractius femenins, i el terme per si mateix en algunes ocasions es percep negativament com un "gènere" que només depèn de la comerciabilitat dels seus bonics personatges. Una de les sèries bishojo més famosa del món és Bishojo Senshi Seera Mun o Sailor Moon (en japonés 美少女戦士セーラームーン), que originàriament va ser un manga escrit per Naoko Takeuchi a la revista Kodansha, i que va passar a ser anime de Toei Animation amb cinc temporades i una distribució al món sencer, creant guanys milionaris amb un nou estil de personatges.